# 張巽言
張巽言（1518年—？），字子繹，號竹亭，山東青州府益都縣人，民籍，明朝政治人物。

## 生平
嘉靖十九年（1540年）庚子科山東鄉試第二十三名舉人。嘉靖三十二年（1553年）中式癸丑科會試第三百五十四名，三甲第四十七名進士。改翰林院庶吉士，三十四年十月授浙江道御史，与給事中楊允繩巡视光禄寺，因疏論光禄寺丞胡膏，世宗以为是针对自己修道，允繩下狱論死，巽言廷杖，十二月贬河南武陟县丞。累升吏部考功司署郎中，四十二年九月升陕西右参政，四十三年三月科道纠拾，以不職冠帶閑住。

## 家族
曾祖張貴；祖父張鵬，知縣；父張嘉禾，母黃氏；繼母馬氏。兄介（生员）、弟素履（生员）。